# جو تاكر
جو تاكر (بالإنجليزية: Joe Tucker)‏ هو كاتب سيناريو ومنتج تلفزيوني ومخرج بريطاني، ولد في 30 يناير 1982.

## وصلات خارجية
- جو تاكر على موقع IMDb (الإنجليزية)
- جو تاكر على موقع قاعدة بيانات الفيلم (الإنجليزية)